# Gmina Pilzno
Die Gmina Pilzno ist eine Stadt-und-Land-Gemeinde im Powiat Dębicki der Woiwodschaft Karpatenvorland in Polen. Ihr Sitz ist die gleichnamige Stadt mit etwa 4850 Einwohnern.

## Geographie
Die Gemeinde liegt am Rand des Ciężkowice-Gebirges. Zu den Gewässern gehören die Flüsse Wisłoka und Dulcza.

## Geschichte
Von 1975 bis 1998 gehörte die Gemeinde zur Woiwodschaft Tarnów.

## Gliederung
Zur Stadt-und-Land-Gemeinde (gmina miejsko-wiejska) gehören neben der Stadt Pilzno weitere Dörfer mit 17 Schulzenämtern (sołectwa):
Bielowy
Dobrków
Gębiczyna
Gołęczyna
Jaworze Górne
Jaworze Dolne
Lipiny
Łęki Dolne
Łęki Górne
Machowa
Mokrzec
Parkosz
Podlesie
Połomia
Słotowa
Strzegocice
Zwiernik